# Alois Gillitzer
Alois Gillitzer (* 7. Juli 1944 in Niedermurach; † 17. Februar 2019 ebenda) war ein Gastwirt, Metzger, Kreisvolksmusikpfleger, Rundfunkmoderator, Mundartautor und deutscher Volksmusiker.

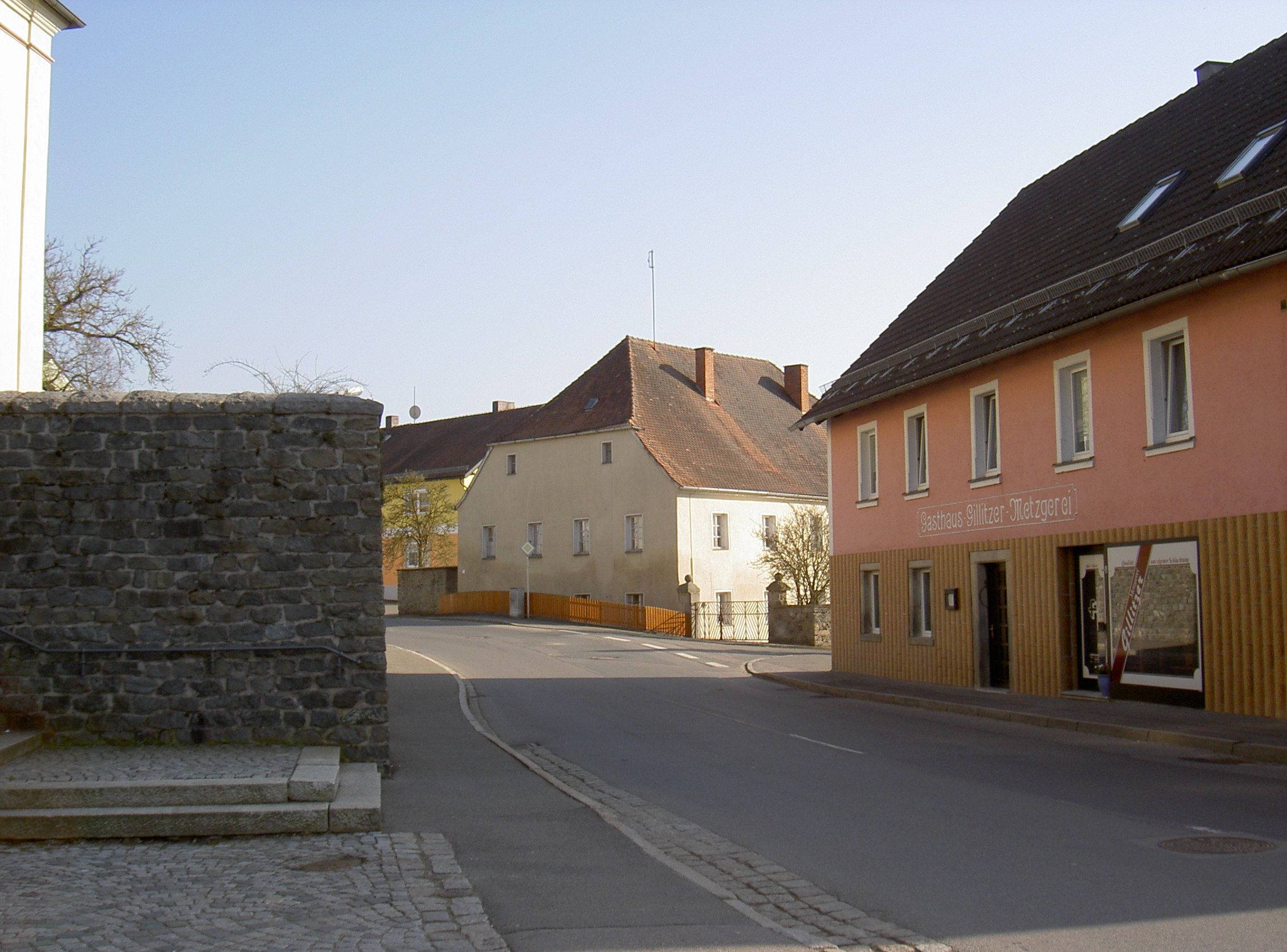
Metzgerei und Gasthof Gillitzer in Niedermurach

## Leben
Alois Gillitzer wurde in Niedermurach geboren. Seine Eltern besaßen hier eine Metzgerei. Nach seiner Ausbildung zum Metzger und der Meisterprüfung übernahm Gillitzer die elterliche Metzgerei. Einige Jahre vor seinem Tod übergab er die Metzgerei seinem Sohn. Er wurde am 21. Februar 2019 in Niedermurach beerdigt.

## Gesellschaftliches Engagement
Im Jahr 1971 gehörte Gillitzer zu den Gründungsvätern des Fußballklubs Niedermurach (FCN). Er förderte den FCN als Vorstand, Vereinswirt, Berater und Unterstützer. Von 1978 bis 1990 war Gillitzer Mitglied des Gemeinderates Niedermurach. Außerdem war er in dieser Zeit auch Mitglied des Schulverbandausschusses Niedermurach - Pertolzhofen. 29 Jahre lang war Gillitzer bei der Freiwilligen Feuerwehr aktiv, davon 17 Jahre als erster Vorstand. 1997 wurde er zum Ehrenmitglied der Freiwilligen Feuerwehr Niedermurach ernannt.

## Wirken für Volksmusik, Volkstanz und Mundart
Gillitzer war von 1991 bis 2018 Kreisvolksmusikpfleger und Laienspielbeauftragter. Er richtete regelmäßige Musikantenstammtische ein. Volksmusikgruppen aus dem Landkreis Schwandorf bekamen durch Gillitzers Unterstützung Gelegenheit in lokalen, regionalen und überregionalen Rundfunkanstalten aufzutreten. In seinem Heimatdorf Niedermurach gründete er die Volksmusikgruppe Niedermuracher Sänger. Sobald durch den Fall des Eisernen Vorhanges die Möglichkeit bestand, knüpfte Gillitzer Kontakte zur böhmischen Musikwelt.
Gillitzer setzte sich für die Bewahrung von Brauchtum, Mundart und Tradition seiner oberpfälzer Heimat ein. Er arbeitete am Bayerischen Sprachatlas mit. Beim Bayerischen Rundfunk moderierte Gillitzer Volksmusiksendungen. Gillitzer war Gründungsmitglied und von 2004 bis 2008 Beisitzer im Vorstand des Vereins Bavaria Bohemia e.V.

## Familie
Gillitzer war verheiratet und hatte drei Kinder und sieben Enkel.

## Ehrungen
- Bundesverdienstmedaille[1]
- 2005: Bundesverdienstkreuz am Bande[1]
- 2009: Landkreisverdienstmedaille[1]
- 2009: Preis Brückenbauer des Vereins Bavaria Bohemia e.V.[6]

## Werke
- Oberpfälzer Weihnachtsgeschichten, Audio-CD – Hörbuch, 1. November 2002, Battenberg Gietl-Verlag / Buch- & Kunstverlag Oberpfalz; Auflage: 1., Auflage, ISBN 3-935719-17-5